# Cocó (flod)
Cocó är en 50 kilometer lång flod i Ceará i Brasilien.  

## Sträckning
Cocófloden rinner upp på östra sluttningen av Serra da Aratanha i Pacatuba och passerar Maracanaú, Itaitinga och Fortaleza. Den mynnar i Atlanten mellan stadsdelarna Caça e Pesca och Sabiaguaba i Fortaleza.
Floden är dämd mellan Pacatuba och Itaitinga och bildar där vattenreservoaren Açude Gavião som är en del av Fortalezas färskvattenförsörjning.

## Miljö
Mangroveskogen vid flodens nedre lopp skyddas av Cocós ekopark (Parque Ecológico do Cocó). Här lever blötdjur, skaldjur, fiskar, fåglar och reptiler, vissa utrotningshotade.

## Etymologi
Namnet Cocó kommer ur pluralformen av ordet ’kó’, ’odling’ i klassisk tupí. Ordet syftar på ursprungsfolkens odlingar på flodslätten.